# Predigstuhl
Predigstuhl är ett berg i Österrike.   Det ligger i distriktet Gmunden och förbundslandet Oberösterreich, i den centrala delen av landet, 210 km väster om huvudstaden Wien. Toppen på Predigstuhl är 860 meter över havet.
Terrängen runt Predigstuhl är bergig åt sydväst, men åt nordost är den kuperad. Närmaste större samhälle är Bad Goisern, 1,5 km sydväst om Predigstuhl. 
I omgivningarna runt Predigstuhl växer i huvudsak blandskog. Runt Predigstuhl är det ganska tätbefolkat, med 70 invånare per kvadratkilometer.